# Кропоткин, Пётр Николаевич
Пётр Николаевич Кропоткин (11 (24) ноября 1910, Москва — 17 января 1996, Москва) — русский геолог и геофизик, доктор геолого-минералогических наук, член-корреспондент АН СССР (1966), академик РАН (1992). Представитель княжеского рода Кропоткиных.

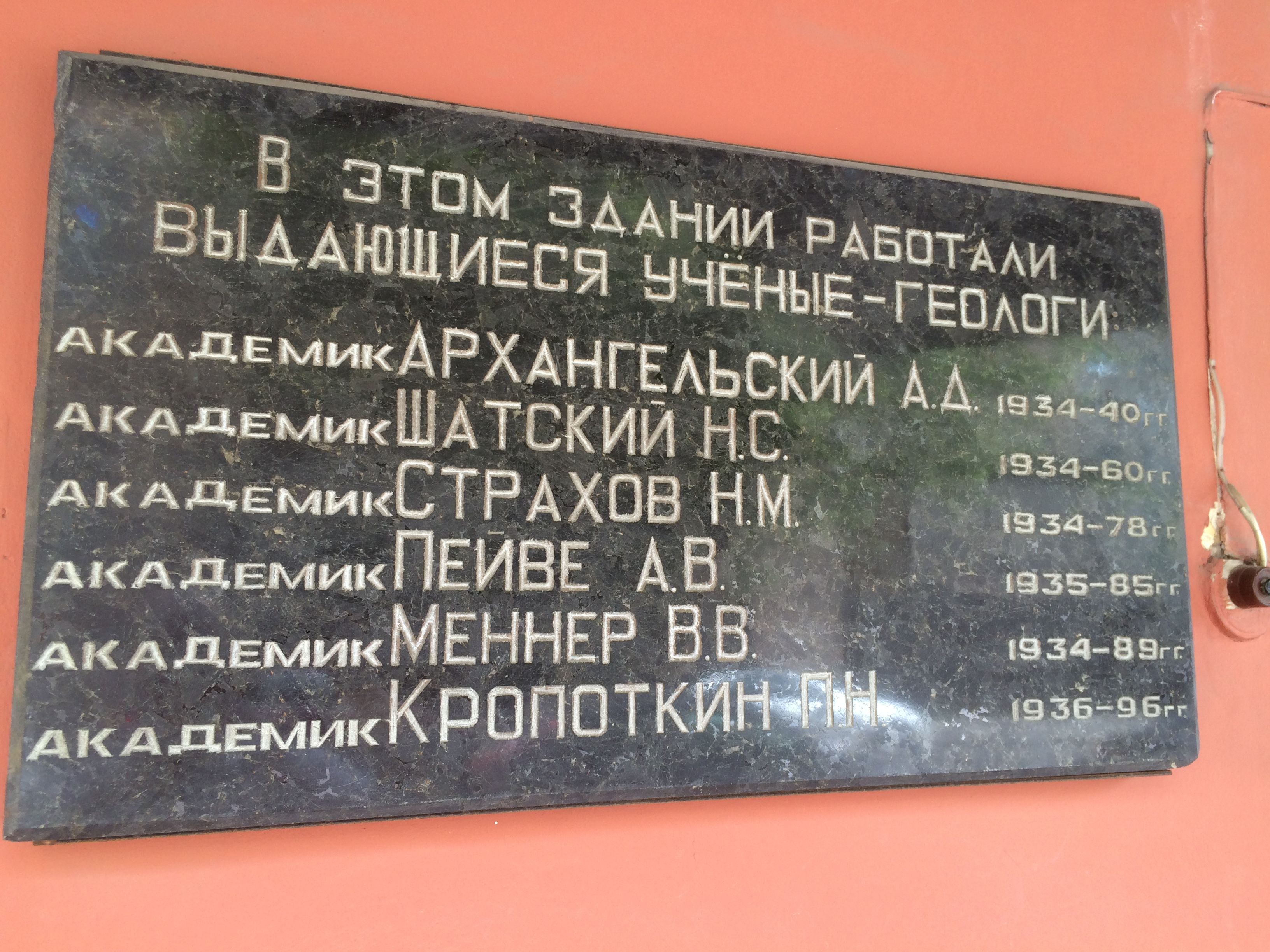
Имена академиков на здании ГИН в Москве

## Биография
Родился 11 (24) ноября 1910 года в городе Москве в семье князей Кропоткиных, внук А. А. Кропоткина.
В 1932 году окончил Московский геологоразведочный институт в Москве. С 1929 года проводил геологические изыскания на Урале.
С 1936 года работал в Геологическом институте АН СССР в Москве.
С 1959 года заведовал тектоно-геофизической лабораторией Геологического института АН СССР.
Труды учёного посвящены тектоногеографии, он был одним из разработчиков современной теории мобилизма литосферных плит в СССР.
Научные исследования П. Н. Кропоткина были направлены на решение вопросов геологии и геофизики, петрологии и космологии. Важное значение имеют его труды по региональной геологии, тектонике и металлогении Сибири, Дальнего Востока и Казахстана.
Он одним из первых в СССР оценил возможности использования палеомагнитных данных для построения глобальных палеогеографических реконструкций, на примере различных регионов мира показал перемещение крупных блоков земной коры на многие тысячи километров. Рассмотрел и обосновал роль глубинных разломов в процессе дегазации Земли.
Участвовал в организации и работе многих международных конференций и симпозиумов. Имя и научные труды его известны во многих странах мира. Был награждён орденом Красной Звезды и медалями.
В 1978 году был избран вице-президентом Московского общества испытателей природы (МОИП), где многие годы возглавлял подсекцию геофизики.
Скончался 17 января 1996 года в Москве, похоронен на Донском кладбище.

## Семья
Дед — математик А. А. Кропоткин, брат революционера П. А. Кропоткина.
- Сын — Алексей Петрович Кропоткин (13.11.1937 — 23.10.2023) — доктор физико-математических наук, профессор, специалист в области физики магнитосферы и космической плазмы.